# اختبارات النسبية الخاصة
النسبيّة الخاصة هي نظريّة فيزيائيّة تلعب دورًا جوهريًّا في وصف الظواهر الفيزيائيّة، طالما أن الجاذبية مُهملة. تلعب العديد من التجارب دورًا مُهمًا في تطور النظريّة وتبريرها. تكمن قوة النظريّة في قدرتها التنبؤيّة، أي في قدرتها على تنبؤ نتائج التجارب المختلفة بدقة. كما أن تكرار التجارب يزيد من تأكدنا من دقة النظرية، وتركز التجارب الحديثة على بعض التأثيرات مثل مدى بلانك والنيوترينو. تُظهر نتائج التجارب اتساقها مع نظرية النسبيّة الخاصة. جاءت لنا نتائج التجارب على يد علماء مثل يعقوب لوب وزهانغ وماتنغلي وكليفورد ويل وروبرتس/شليف.
تنحصر قيمة النسبيّة الخاصة في الزمكان المُسطَّح؛ أي بالظواهر الفيزيائيّة التي لا تتأثر بالجاذبيّة تأثرًا ملحوظًا. حيث تقع الأحداث المتأثرة بالجاذبيّة داخل نطاق النظريّة النسبيّة العامة واختباراتها.

## التجارب التي تُمهِّد الطريق للنسبيّة
كانت النظريّة الأبرز عن الضوء في القرن التاسع عشر هي نظريّة الأثير المضيء، أي الوسط الثابت الذي ينتقل فيه الضوء بطريقة مماثلة لانتقال موجات الصوت في الهواء. وبالمماثلة، يعني ذلك أن سرعة الضوء ثابتة في كل الاتجاهات في الأثير ولا تعتمد على سرعة المصدر. إلا أن المُلاحظ المتحرك بالنسبة للأثير يجب أن يُسجِّل «رياح الأثير» كما يُسجِّل المُلاحظ المتحرك بالنسبة للهواء «الرياح الظاهريّة».

### تجارب الدرجة الأولى
بدءً من عمل فرانسوا أراغو 1810، أُقيم عدد من التجارب الضوئيّة والتي كان من المفترض أن تعطي نتائج إيجابيّة للمقادير من الدرجة الأولى في v/c والتي يجب أن تُظهر الحركة النسبيّة للأثير. إلا أن النتائج كانت سلبيّة. أعطى أوغستين فيسنيل 1818 شرحًا مع مقدمة الفرضيّة المُساعدة، ما يُسمى بـ«معامل السحب»، أي أن المادة تسحب الأثير لدرجة صغيرة. اتضح هذا المعامل بتجارب فيزو 1851. كما ظهر بعد ذلك أن كل التجارب الضوئيّة يجب أن تعطي نتائج سلبيّة بسبب هذا المُعامل. علاوة على ذلك، أُجريت المزيد من تجارب الدرجة الأولى الإلكتروستاتيكيّة، وأعطت نتائج سلبيّة أيضًا. في العموم، قدَّم هيندريك لورنتز (1892, 1895) العديد من المتغيرات المساعدة للملاحظين المتحركين، موضحًا سبب إنتاج تجارب الدرجة الأولى الضوئيّة والإلكتروستاتيكيّة نتائج باطلة. على سبيل المثال، اقترح لورنتز مُتغيِّر الموقع الذي يتقلَّص من خلاله المجال الإلكتروستاتيكيّ في خط الحركة ومُتغيِّر آخر (الزمان المحليّ) والذي يتناسق من خلاله الزمن مع حركة المُلاحظ بناءً على موقعه الحاليّ.

### تجارب الدرجة الثانية
على الجانب الآخر، تعطي نظرية الأثير الثابت نتائج إيجابيّة عندما تكون التجارب دقيقة بما فيه الكفاية لقياس مقادير الدرجة الثانية في v/c. أجرى ألبرت أ. ميشيلسون أول تجربة من هذا النوع في 1881، تبعها المزيد من تجارب ميشيلسون-مورلي المُعقَّدة في 1887. شعاعان من الضوء، ينتقلان لبعض الوقت في اتجاهات مختلفة، بحيث يتداخل الشعاعان، مما يؤدي بالتوجهات المختلفة بالنسبة لرياح الأثير أن تؤدي إلى عزل هوامش التداخل. لكن النتائج جاءت سلبيّة مجددًا. اقترح جورج فرانسيس فيتزجيرالد 1889 ولورنتز 1892 مخرجًا من هذه المعضلة، أن المادة تتقلَّص في خط الحركة بالنسبة للأثير (تقلُّص الأطوال). أي أن الفرضيّة القديمة عن تقلُّص المجال الإلكتروستاتيكيّ امتدت إلى القوى بين-الجزيئيّة. ولما لم يكن هناك سبب نظريّ لذلك، اعتُبرت فرضيّة التقلُّص مخصصة.
وبجانب تجربة ميشيلسون-مورلي الضوئيّة، أُجريت نظيرتها الإلكتروديناميكيّة، تجربة تروتون-نوبل. وبذلك ينبغي أن يتضِّح أن المُكثِّف المتحرك يجب أن يتعرَّض لعزم الدوران. علاوة على ذلك، هدفت تجارب رايلي وبراس إلى قياس نتائج تقلُّص الأطوال داخل الإطار المعمليّ، على سبيل المثال، افتراض أنها ستؤدي إلى انكسار مزدوج. إلا أن كل التجارب أدت إلى نتائج سلبيّة. (تجربة تروتون-رانكين التي أجريت في 1908 أعطت نتائج سلبيّة أيضًا عندما حسبت تأثير تقلُّص الأطوال على الملف الكهرومغناطيسي.)
أُجبر لورنتز أن يوسِّع نظريته بتقديم تحويلات لورينتز لشرح كل التجارب التي أجريت قبل 1904. وأعلن هنري بوينكير في 1905 أن استحالة إظهار الحركة المطلقة (مبدأ النسبيّة) هي قانون الطبيعة.

### مبطلات السحب الكامل للأثير
ابطُلت فكرة أن الأثير يُسحب بالكامل خلال محيط الأرض، والتي يمكن بواسطتها شرح تجارب إزاحة الأثير السلبيّة.
- وجد أوليفر لودج 1893 أن أقراص الصلب الدورانيّة السريعة فوق وتحت مسار قياس التداخل الترتيبيّ الشائع الحسَّاس فشلت في إحداث أي نقلة مُهمة قابلة للقياس.
- فشل جوستاف هامر 1935 في إيجاد أي دليل على سحب الأثير باستخدام مسار قياس التداخل الشائع، كانت إحدى أذرعها محاطة بأنبوبة سميكة الجدار مملوءة بالرصاص والذراع الأخرى حرة.
- أظهر تأثير سانياك أن سرعة شعاعي ضوء لا تتأثر بدوران المنصة.
- وجود الزيغ الضوئيّ غير متوافق مع فرضيّة سحب الأثير.
- افتراض أن الأثير متناسب مع الكتلة وبالتالي لا يحدث إلا بالنسبة للأرض دُحض بتجربة ميشيلسون-غيل-بيرسون التي أظهرت تأثير سانياك خلال حركة الأرض.[6]

## النسبيّة الخاصة

### موجز
وضع ألبرت أينشتاين ختامًا لهذا السجال، واستنتج أن النظريات والحقائق المعروفة في زمنه لا تُشكِّل نظامًا منطقيًّا متماسكًا إلا إذا خضعت مفاهيم الزمان والمكان لمراجعة جوهريّة. على سبيل المثال:
- الديناميكا الكهربيّة لماكسويل-لورنتز (استقلال سرعة الضوء عن سرعة المصدر).
- تجارب انزياح الأثير السلبيّة (لا توجد مرجعيّة مفضلة).
- مشكلة حركة المغناطيس والموصِّل (الحركة النسبيّة فقط ذات صلة).
- تجربة فيزو والزيغ الضوئيّ (كلاهما ينطوي على إضافة سرعة مُعدَّلة ولا سحب كامل للأثير).

النتيجة هي نظرية النسبيّة الخاصة، المبنية على ثبات سرعة الضوء في كل الأطر المرجعيّة القصوريّة ومبدأ النسبيّة. وهنا لم تعد تحويلات لورينتز مجرد تجميع لفرضيات مساعدة ولكنها تعكس تناظر لورينتز الأساسيّ وتُشكِّل أساس النظريات الناجحة مثل نظرية الديناميكا الكهربائية الكَمية. توفِّر النسبيّة الخاصة عددًا كبيرًا من التنبؤات القابلة للاختبار:
- مبدأ النسبيّة: لا يمكن لأي مراقب متحرك بشكل موحد في إطار القصور الذاتيّ أن يحدد حالة حركته «المطلقة» بترتيب تجريبيّ يشاركه الحركة.
- ثبات سرعة الضوء: في كل الأطر القصوريّة، سرعة الضوء ثابتة في كل الاتجاهات (التناحي)، مستقلة عن سرعة المصدر ولا يمكن أن تصل إليها الأجسام العملاقة.
- تمدد الزمن: معدَّل ساعة [س] (=أي عمليّة دوريّة) تسافر بين ساعتين متزامنتين [أ] و[ب] في إطار قصوريّ ذاتيّ، متخلف بالنسبة للساعتين.

يمكن قياس التأثيرات النسبيّة الأخرى مثل تقلُّص الأطوال وتأثير دوبلر والزيغ وتنبؤات تجارب النظريات النسبيّة مثل النموذج القياسيّ.

### التجارب الأساسيّة
يمكن استخلاص تأثيرات النسبيّة الخاصة ظاهريًّا خلال ثلاث تجارب أساسيّة:
- تجربة ميشيلسون-مورلي، والتي تختبر اعتماد سرعة الضوء على اتجاه جهاز القياس. إنها تؤسس للعلاقة بين الأطوال الطوليّة والمستعرضة للأجسام المتحركة.
- تجربة كينيدي-ثورندلايك، التي تختبر اعتماد سرعة الضوء على سرعة جهاز القياس. إنها تؤسس للعلاقة بين الأطوال الطوليّة والزمن الذي تستغرقه الأجسام المتحركة.
- تجربة إيفيس-ستيلويل، التي تختبر تمدد الزمن مباشرة.[8][9]

## اقرأ أيضا
- اختبار تجريبي لتمدد الوقت